# 二元化合物
二元化合物（にげんかごうぶつ、英: binary compound）とは、全く異なる2種類の元素を含む化合物である。共有結合性二元化合物には、水 (H2O)、一酸化炭素 (CO)、六フッ化硫黄 (SF6) などがある。イオン結合性二元化合物には、塩化カルシウム (CaCl2)、フッ化ナトリウム (NaF)、酸化マグネシウム (MgO) などがある。

## 二元酸
水素の二元化合物には、水素原子が一般的にはハロゲンと結合した二元酸 (英: binary acid) がある。これらはフッ素、塩素、臭素、ヨウ素、アスタチンなどを含む。ハロゲンの他には硫黄、セレン、テルル、ポロニウム、ヒ素などがある。
二元酸が無水物であれば、水素と結合している元素名の語幹を「〜化」に変え、その後ろに「水素」をつけて呼ぶ（例：硫化水素 (H2S)、臭化水素 (HBr)）。
二元酸の水溶液は、二元酸の名称の後に「酸」をつけて呼ぶ（例：フッ化水素酸、ヨウ化水素酸）。ただし、「塩化水素酸」は一般に「塩酸」と呼ばれる。
酸素、窒素、リンが水素と二元酸を作らないことは注目すべき点である。

## 共有結合性二元化合物
共有結合性二元化合物は、陰性な元素の語幹を「〜化」に変え、その後ろにもう一方の元素名をつけて呼ぶ。化合物中に存在するそれぞれの原子の数を示すために、それぞれの元素名の前に漢数字を付加する（例：三塩化リン、四フッ化炭素）。
一般にイオン結合性二元化合物では、原子の数は示されない。例えば、K2O は通常「酸化二カリウム」ではなく、「酸化カリウム」である。

## イオン結合性二元化合物
イオン結合性二元化合物は、両方の元素がイオンである、つまりカチオンとアニオンからなる化合物である。これらの化合物を名付けるときは、その構成を考慮しなければならない。ただし、イオンの数を明示する必要はない。
- タイプ1 カチオンがただ1つの形状、または電荷をもつ場合
- タイプ2 カチオンが多数の形状をとることが出来る場合
- タイプ3 多原子イオンを含む場合

タイプ1の化合物が含むカチオンは、第1族元素のカチオン、第2族元素のカチオン、あるいは Al3+、Zn2+ のどれかでなければならない。

### タイプ1
（ほとんどの場合金属である）カチオンは後置し、（ほとんどの場合非金属である）アニオンは前置する。カチオン名はそのままの元素名をとる。アニオン名はその元素名の語幹を「〜化」に変える。例えば、Br− は「臭化〜」となる。
Li+ と F− で構成される LiF は「フッ化リチウム」となり、Ba2+ と O2− で構成される BaO は「酸化バリウム」となる。

### タイプ2
このタイプの化合物に含まれるカチオンは、遷移金属、カドミウム、あるいは水銀のカチオンである。これらのカチオンは数種類の電荷をとることができるため、元素名の後ろにローマ数字で酸化数を付加する必要がある。例えば、Cu2+ は「銅(II)」となる。その後はタイプ1と同様に命名する。
Co2+ と O2− で構成される CoO は「酸化コバルト(II)」となり、Fe3+ と N3− で構成される FeN は「窒化鉄(III)」となる。

### タイプ3
同様に、カチオンは後置し、アニオンは前置する。多原子イオン名はそれぞれ固有の名称を使用する。例えば、NH4+（アンモニウムイオン）と N3−（アジ化物イオン） で構成される NH4N3 は「アジ化アンモニウム」となる。